# Seznam rohanskih kraljev

## Prvi rod
- Eorl Mladi 2510 – 2545
- Brego 2545 – 2570
- Aldor Stari 2570 – 2645

## Tretji rod
- Eomer 3019 – 63 IV. veka